# K-mix LIFE! LIFE! LIFE!
K-MIX LIFE! LIFE! LIFE!（ケイミックス・ライフ・ライフ・ライフ）は、2015年4月から静岡エフエム放送（K-MIX）で放送されているラジオ番組。略称はラララ。

## 放送時間
- 金曜日 14:08 - 16:55

## 主なコーナー
- 14:40 - いずもんゆたかのどんなモン♪
- 14:55	- 吉田麻也のチャレンジ＆カバー（JFN系列全国ネット）

過去のコーナー
- 14:20 - 三立製菓 presents #ラララ写真館…2019年3月まで
- 14:55	- MY OLYMPIC α（JFN系列全国ネット）…2021年9月まで
- 14:55	- Life Time Audio～人生のプレイリスト～（JFN系列全国ネット）…2022年3月まで
- 15:20 - 三立製菓presents 大喜利道場（2020年3月までは14:20頃から放送）
- 15:55 - クリーン・デバイステクノロジー presents みんなのクルマ選び（@FM・茨城放送でもネット）[1]…2019年8月～2020年3月

## パーソナリティ
- kainatsu - K-mix Rainbow Fly-Day DX（実質的な前番組）からの続投
- わたなべだいすけ(D.W.ニコルズ) - K-MIXが製作する番組では初レギュラー

代理パーソナリティ
- 芦沢ムネト（パップコーン） - わたなべだいすけのリニューアル期間の間、代理にて担当

いずもんゆたかのどんなモン♪
- 山本豊（山本食品 代表取締役） - 第4週（伊豆ゲートウェイ函南 i-studioからの公開生放送）のみ生出演、その他の週は電話出演。

## 使用スタジオ
いずれも公開生放送となっており、スタジオ前から観覧できる。
- 第1･3･5週…view-st.Shizuoka"NOA"（静岡市・「新静岡セノバ」内）
- 第2週…view-st.（浜松市・K-mix本社）
- 第4週…伊豆ゲートウェイ函南 i-studio（函南町・道の駅伊豆ゲートウェイ函南内）

## 出来事
- わたなべが所属するD.W.ニコルズが、2020年1月から3月まで『リニューアル期間』と称して活動休止していたため、その期間（1月17日 - 3月13日放送分）は代役としてパップコーンの芦沢ムネトが担当していた。
- 新型コロナウイルス感染症の流行に伴い、2020年4月3日は本社スタジオからの"非公開"生放送、4月10日 - 5月29日はリモートで生放送を行った。kainatsuは自宅から、わたなべは事務所から行い、『テレモート』（テレワークとリモートを合わせた造語）と称していた。